# Lower Geyser Basin

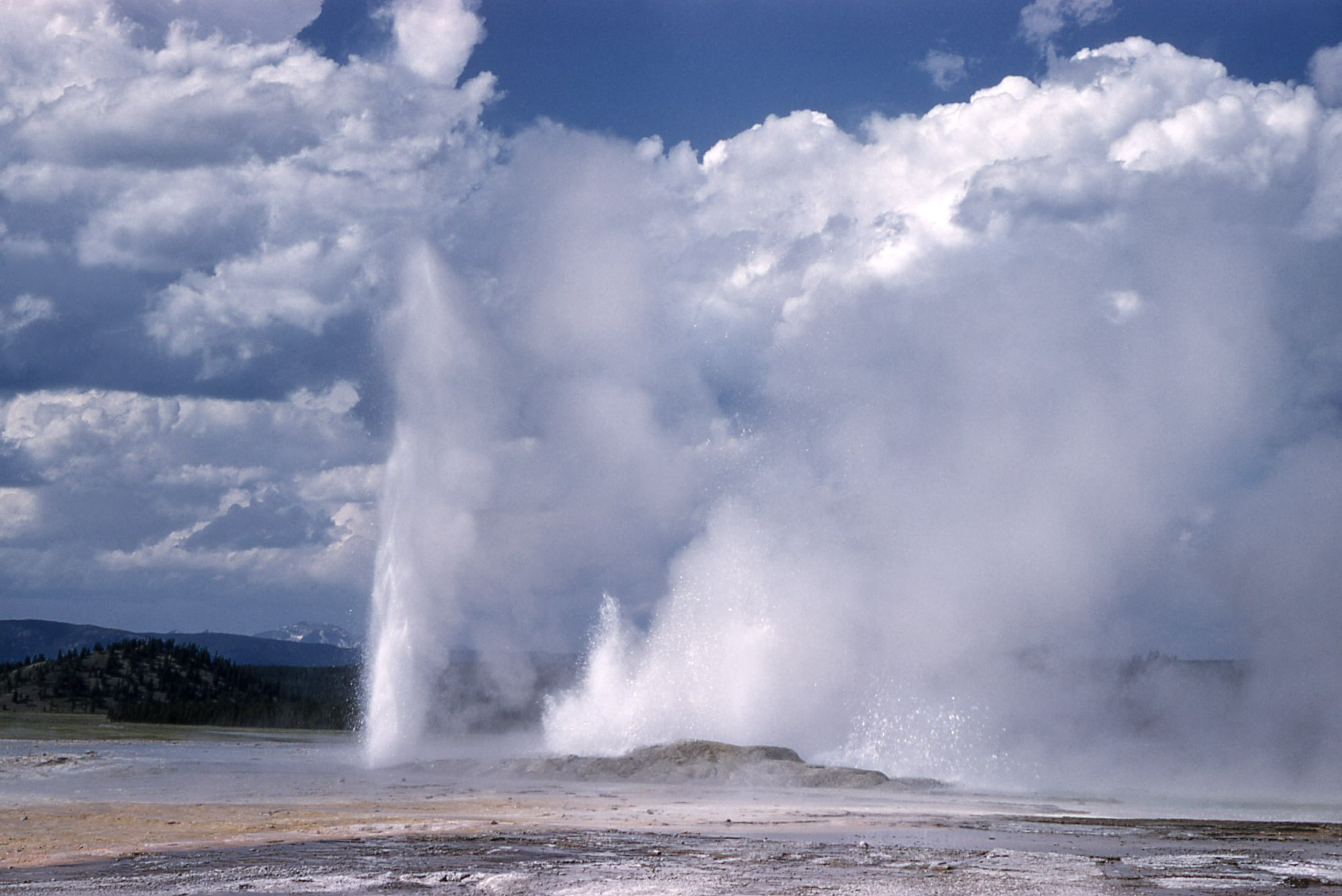
De Clepsydra Geyser maakt deel uit van het Lower Geyser Basin.

Het Lower Geyser Basin is een gebied in het Nationaal Park Yellowstone in de Verenigde Staten waarin zich een groot aantal geisers bevinden. De geisers zijn van verschillende groottes en hebben verschillende eruptie-eigenschappen. Daarnaast bevinden zich in het gebied meerdere modderfonteinen, oftewel geisers die, in plaats van water, modder spuiten.
De geisers zijn gelegen langs de rivier Firehole. Eveneens aan deze rivier liggen Midway Geyser Basin en Upper Geyser Basin.

## Geisers
De onderstaande geisers bevinden zich in het Lower Geyser Basin:
| - A-0 Geyser - Artesia Geyser - Bead Geyser - Clepsydra Geyser - Dilemma Geyser - Fountain Geyser - Great Fountain Geyser - Jet Geyser | - Labial Geyser - Narcissus Geyser - Pink Cone Geyser - Pink Geyser - Spindle Geyser - White Dome Geyser - Young Hopeful Geyser |

- Library of Congress Control Number: sh85078664
- Nationale Bibliotheek van Israël: 987007538669205171
- Virtual International Authority File: 315126378